# 東北アラブダービー
東北アラブダービー（とうほくあらふだーびー）は、新潟競馬場と水沢競馬場で施行されていた、東北（岩手・上山・新潟）ブロックの地方競馬の交流重賞競走（平地競走）である。

## 概要
東北ブロックの競馬場所属馬のアングロアラブ系4歳馬（旧年齢。現3歳）による重賞である。
1990年の創設時のみ水沢1600mの距離で行われたが、翌年より新潟1700mの距離で行われた。
岩手競馬のアラブ撤廃により1999年度で廃止された。

## 歴代優勝馬
| 回数   | 施行日        | 競馬場 | 距離  | 優勝馬             | 性齢 | 所属 | タイム | 優勝騎手   | 管理調教師 |
| ------ | ------------- | ------ | ----- | ------------------ | ---- | ---- | ------ | ---------- | ---------- |
| 第1回  | 1990年7月25日 | 水沢   | 1600m | レオグリングリン   | 牡4  | 上山 | 1:47.0 | 白谷正美   | 宗形健次   |
| 第2回  | 1991年6月23日 | 新潟   | 1700m | トウコウリュウジン | 牝4  | 上山 | 1:49.8 | 関本秀幸   | 前田幸悦   |
| 第3回  | 1992年6月21日 | 新潟   | 1700m | ウインドスイセイ   | 牡4  | 新潟 | 1:48.3 | 五十嵐剛紹 | 高田功     |
| 第4回  | 1993年6月20日 | 新潟   | 1700m | スノーコンコルド   | 牡4  | 新潟 | 1:50.8 | 大枝幹也   | 佐藤忠雄   |
| 第5回  | 1994年6月26日 | 新潟   | 1700m | ピュアボーイ       | 牡4  | 新潟 | 1:48.6 | 森川一二三 | 斎藤辰三   |
| 第6回  | 1995年6月18日 | 新潟   | 1700m | ジョセツローゼン   | 牡4  | 盛岡 | 1:50.7 | 菅原勲     | 佐藤敏彦   |
| 第7回  | 1996年6月16日 | 新潟   | 1700m | アラビアンエース   | 牡4  | 新潟 | 1:48.8 | 渡邉正治   | 賀藤安昭   |
| 第8回  | 1997年6月15日 | 新潟   | 1700m | イズミセンプー     | 牡4  | 新潟 | 1:49.7 | 小野輝彦   | 佐藤忠雄   |
| 第9回  | 1998年6月14日 | 新潟   | 1700m | ライジングトウザイ | 牡4  | 盛岡 | 1:49.4 | 晴山幹也   | 城地藤男   |
| 第10回 | 1999年6月9日  | 新潟   | 1700m | マルハチフレンド   | 牡4  | 上山 | 1:46.7 | 小国博行   | 横山崇司   |

- 優勝馬の馬齢は旧表記を用いる。

### 各回競走結果の出典
- 東北アラブダービー 歴代優勝馬 - 地方競馬全国協会